# Gynekologen i Askim
Gynekologen i Askim är en svensk TV-serie. Säsong 1 sändes SVT 1 under fyra veckor i oktober 2007. Under sommaren 2010 spelades en ny säsong in som sändes i 10 avsnitt under våren 2011. Serien fick 2008 priset Kristallen för Årets dramaprogram. 

## Handling
Utspelar sig i Askim där Henning tillsammans med sin fru Louise driver en gynekologmottagning och får veta intima detaljer om invånarna på orten, vilket sätter honom i en rad besvärliga situationer. Samtidigt brottas Henning med äktenskapsproblem och ett komplicerat förhållande till sin upprorslystna dotter och sin pilske far.

## Rollista i urval
- Jacob Nordenson - Henning Widell
- Carina M. Johansson - Louise Widell
- Sasha Becker - Lisa Widell
- Julia Dufvenius - Marietta Larsson
- Anita Wall - Yvonne Larsson
- Stig Engström - Erik
- Mona Malm - Siv Melander
- Sten Ljunggren - Sture Melander
- Per Myrberg- Sten, Hennings far.
- Maria Kulle - Kristina Jansson
- Leif Andrée - Ulf Jansson
- Anna Björk - Marie Stråle
- Robert Jelinek - Tomas Stråle
- Karin de Frumerie - Sonya